# Adna R. Chaffee, Jr.
Adna Romanza Chaffee, Jr. (1884 – 1941) va ser un Major general dels Estats Units dins la United States Army, anomenat el «pare de l'Armored Force» pel seu paper en el desenvolupament dels tancs en les forces armades dels Estats Units.
Era el fill d'Adna R. Chaffee Sr. Durant la Primera Guerra Mundial lluità a Infanteria durant la batalla de Saint-Mihiel. Va fer la predicció, l'any 1927, que les forces mecanitzades dominarien la propera guerra. Assignat al 1st Cavalry Division el 1931, continuà desenvolupant i experimentant amb les forces blindades. L'any 1938, assumí el comandament de la reorganitzada 7th Cavalry Brigade, l'única força blindada de l'exèrcit. Quan l'exèrcit francès el juny de 1940 es va enfonsar, es van confirmar les previsions fetes per Chaffee el 1927.
Com son pare, va ser sebollit a l'Arlington National Cemetery.